# 克伦肖县
克伦肖县（英語：Crenshaw County）是位于美国亚拉巴马州南部的一个县，县治為卢文。根据美国人口调查局於2000年時所作的统计，此縣共有13,665名居民，當中白人佔73.82%、非裔美国人佔24.79%。

## 歷史
克伦肖县成立于1866年11月30日，而其名字則源於法官Anderson Crenshaw。

## 地理
根據美国人口调查局的數據，克伦肖县的總面積是1,582km²（611 mi²）。陸地佔有大部份，達1,579km²（610 mi²），餘下之3km² （1 mi²，相等于0.21%）則為水域。

### 主要公路
- 美國國道29
- 美國國道331
- 州道10
- 州道97
- 州道106

### 鄰縣
- 蒙哥马利县（北）
- 派克县（東）
- 科菲县（東南）
- 卡温顿县（南）
- 巴特勒县（西）
- 朗兹县（西北）

## 人口
根据美国人口调查局於2000年時所作的统计，克伦肖县有13665名居民，5577戶及3892個家庭，人口密度為每平方公里九人（即每平英里二十二人）。另外，共有6644個住房單位的平均密度為每平方公里四人（每平方英里十一人）。其人口結構如下：73.82%為白人、24.79%為黑人、0.37%為非洲裔美國人、0.11%為美洲原住民、0.01%為亞洲人、0.20%為其他種族、0.70%為由數個種族相合以成（即混血兒）、0.64%的人口為西班牙裔或拉丁美洲任何種族。
克伦肖县共有5577戶，其中31.0%有未滿18歲的孩子與他們同住、50.70%與配偶生活在一起、15.40%是一位女人居住而沒有與丈夫同居、而30.20%是沒有成家之人。
在克伦肖縣人口中有24.70%的年齡是在18歲以下、7.90%是從18嵗至24歲的人、26.30%是從25歲至44歲的人、23.90%是45至64歲和17.10%的人在65歲以上。其人民平均年齡為39歲，每一百名女性只有約九十名男性。
此縣每戶入息中位數為26054美元，每家則為31724美元。男性的入息中位數為27286美元，而女性則為17703美元。人均收入為14565美元。約18.60%的家庭和22.10%的人口處於貧窮線以下，當中有28.30%未滿18歲、23.50%達65歲或以上。